# Carpatolechia fugitivella
Carpatolechia fugitivella — вид лускокрилих комах з родини виїмчастокрилі молі (Gelechiidae).

## Поширення
Вид поширений у Європі, Туреччині, на Кавказі, в Монголії, на півдні Сибіру , на Далекому Сході Росії та в Кореї. Зафіксований також у Канаді. Мешкає в лісах, парках, садах і лісових насадженнях.

## Опис
Розмах крил 11—15 мм. Голова білувата, посипана сірим пилком. Кінцевий суглоб щупа довше другого. Передні крила сірі, з чорнуватими порізами; налиті чорнуваті плями на кості біля основи та перед і за серединою; чорнувата смуга вздовж складки, іноді переривається на дві-три плями; дві чорні крапки, розташовані поперечно в диску на 2/3; бліда кутова фасція на 3/4 іноді вказується темнішою передньою суфозією. Задні крила сірі. Личинка світло-зелена, зверху червонувата; точки чорного кольору; голова і пластина з 2 світло-коричневих.

## Спосіб життя
Імаго літають з червня по вересень. Личинки живляться видами Ulmus (включаючи Ulmus glabra), Quercus, Corylus, Prunus avium, Pyracantha coccinea, Acer, Tilia та Fraxinus. Личинка живе між закрученими бруньками та пагонами рослини-господаря. Личинки можна знайти з серпня. Після перезимівлі вони активні до квітня-травня, коли заляльковуються в білому коконі.